# Nưa Mê Kông
Nưa Mê Kông (danh pháp Amorphophallus mekongensis) là một loài thực vật có hoa trong họ Ráy (Araceae). Loài này được Engl. & Gehrm. mô tả khoa học đầu tiên năm 1911.